# Fågelholm, Brändö
Fågelholm är en ö i Brändö kommun på Åland. Den ligger i Jurmo strömmen cirka 300 meter från Bolmö i byn Åva.
Öns area är 17 hektar och dess största längd är 0,6 kilometer i sydöst-nordvästlig riktning.